# Lau Yan Chi
Lau Yan Chi es un deportista hongkonés que compitió en bochas adaptadas. Ganó una medalla de oro en los Juegos Paralímpicos de Atenas 2004 en la prueba de dobles mixto (clase BC4).

## Palmarés internacional
| Juegos Paralímpicos | Juegos Paralímpicos | Juegos Paralímpicos | Juegos Paralímpicos |
| Año                 | Lugar               | Medalla             | Prueba              |
| ------------------- | ------------------- | ------------------- | ------------------- |
| 2004                | Atenas (Grecia)     | Medalla de oro      | Dobles BC4 mixto    |